# Pontajou
Der Pontajou ist ein kleiner Fluss in Frankreich, der im Département Haute-Loire in der Region Auvergne-Rhône-Alpes verläuft. Er entspringt im südwestlichen Gemeindegebiet von Grèzes, entwässert generell Richtung Nordost durch die Landschaft Margeride und mündet nach rund 18 Kilometern im Gemeindegebiet von Saugues als linker Nebenfluss in die Seuge.

## Orte am Fluss
(Reihenfolge in Fließrichtung)
- Bugeac, Gemeinde Grèzes
- Servières, Gemeinde Saugues
- Pontajou, Gemeinde Venteuges
- Domaison, Gemeinde Saugues
- Chabanettes, Gemeinde Saugues